# Moïse Rahmani
Moïse Rahmani, né au Caire le 29 août 1944 et mort le 18 septembre 2016, est un auteur séfarade italien de langue française. Il a écrit de nombreux ouvrages, notamment sur les Séfarades.

## Biographie
Moïse Rahmani est né au Caire, en Égypte au sein d'une famille juive. Cet ancien courtier en diamants parle plusieurs langues dont le judéo-espagnol. Dans les années 1990, il a lancé la revue trimestrielle Los Muestros que l'on retrouve sur le site www.sefarad.org (sous les publications de Institut Sépharade Européen] qui publie, entre autres,  des nouvelles des communautés séfarades du monde entier. 
Moïse Rahmani a fait des recherches et écrit de nombreuses publications dont deux sur la communauté juive du Congo ex belge, foyer de beaucoup de ceux qui, comme une partie de sa famille, ont quitté leur maison ancestrale de l'île Rhodes pour l'ancienne colonie belge du Congo.
Il a aussi été un des premiers à écrire sur les Réfugiés juifs des pays arabes (L'Exode oublié, Ed.Raphaël, Paris, 2003
Auteur de nombreux ouvrages, il est membre de l'Association des écrivains belges de langue française et Sociétaire de la Société des Gens de Lettres, (SGDL) Paris